# Герасимович Гриць Юліанович
Гриць Юліанович Герасимович (Гарасимович) (1882 — ?) — сотник УГА, начальник відділу інтендатури Державного секретаріату військових справ ЗУНР.

## Життєпис

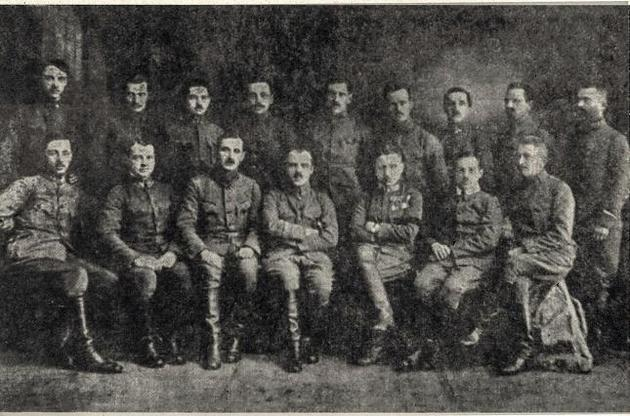
Державний секретаріат військових справ ЗУНР, лютий 1919.
Сидять зліва направо Володимир Бемко, Орест Підляшецький, Петро Бубела, Дмитро Вітовський, Ростислав-Едмунд Білас, Никифор Гірняк, Роман Шипайло.
Стоять зліва направо Нестор Гаморак, Юліан Буцманюк, Теодор Сивак, Гриць Герасимович, Остап Бородієвич, Семен Магаляс, Володимир Тимцюрак, Василь Панчак, Іван Боберський

Народився 1882 року в родині священника. Брат відомої майстрині-вишивальниці Ганни Герасимович.
Проживав у м. Косів. З 1 січня 1919 у званні сотник УГА. Очолював відділ інтендатури Державного секретаріату військових справ ЗУНР. Згодом займав посаду інтенданта 1-го корпусу.
У березні 1932 року увійшов до Центрального комітету УНДО від міста Радехів.
Працював у товаристві «Сільський господар».
У січні 1938 проживав у Косові, подальша доля невідома.